# Сан Виторино (Ријети)
Сан Виторино је насеље у Италији у округу Ријети, региону Лацио.
Према процени из 2011. у насељу је живело 43 становника. Насеље се налази на надморској висини од 432 м.